# ジクムント・ラッシャー
ジクムント・ラッシャー（Sigmund Rascher、1909年2月12日‐1945年4月26日）は、親衛隊の医師。根拠の無い医学実験のためにダッハウ強制収容所の収容者に対して非道な人体実験を行った人物である。後に自身もダッハウ強制収容所で処刑された。

## 略歴
医者のハンス・アウグスト・ラッシャーの三男として生まれる。アビトゥーアに合格したあと、コンスタンツやミュンヘンの大学で医学を学んだ。ミュンヘンにいた頃の1933年に国家社会主義ドイツ労働者党に入党。その後、離婚した父とともにスイスのバーゼルへ移住し、スイス軍で勤務した。1934年にミュンヘンに戻り、医学の勉強を再開した。1936年に医師資格を取得。同年、突撃隊（SA）に配属され、ミュンヘンの病院に勤務して癌の研究にあたった。1939年に親衛隊（SS）に配属される。ドイツ空軍にも軍医として入隊した。
ラッシャーは有名な歌手の”ニニー”ことカロリーネ・ディール（Karoline "Nini" Diehl）と結婚した。ニニーはラッシャーよりだいぶ年長であったが、親衛隊全国指導者ハインリヒ・ヒムラーのかつての愛人の一人であり、この結婚を通じてラッシャーはヒムラーに直接面会できる立場となった。以降、ラッシャーは親衛隊内で大きな権力を持つようになり、自らの癌研究のために人間を実験体に使いたいとヒムラーに申し出て許可された。ダッハウにラッシャーのための人体実験用の施設が設置された。
1942年初め頃、ラッシャーは空軍軍医大尉として悪名高き「超高度実験」（または「低気圧実験」と呼ばれる）を行った。これは戦闘機のパイロットが高度の低気圧にどれだけ耐えうるかを調査するために行われた空軍医学実験であり、ダッハウに収監されていたユダヤ人・ポーランド人・ソ連軍捕虜など80名が低圧実験室に入れられて殺されている。
「超高度実験」に続いて行われた「低体温実験」も悪名高い。極寒の海に落ちたパイロットを救出しうるかを調査するために行われた空軍医学実験であり、囚人90名ほどがこの実験で凍死させられている。ラーフェンスブリュック強制収容所から送らせた4人のロマ民族女囚のうち2人を凍えさせた後、他の2人の女性を裸にさせて抱きつかせ、温められるかという狂気の実験も行われていた 。
ラッシャーの妻ニニーは48歳になった後に子供を三人儲けたとされていた。しかしニニーが「四人目の子供を妊娠した」とされていた頃、彼女が子供を誘拐しようとして逮捕される事件が発生した。この際にニニーが実は妊娠しておらず、さらにラッシャーとニニーの三人の子供達も実は、誘拐および買収によるものであったことが判明した。この前代未聞の事件によりラッシャーは完全にヒムラーの逆鱗に触れた。1944年4月に夫のラッシャーも誘拐の共犯者として逮捕された。さらに汚職・助手の殺害・科学詐欺の容疑でも起訴された。夫妻ともに死刑判決を受け、ナチス・ドイツの敗戦間近の1945年4月26日、自身が多くの収容者を人体実験で虐殺していたダッハウ強制収容所で処刑された。

## 関連書籍
「ナチスの女たち―第三帝国への飛翔」アンナ・マリア・ジークムント 著、西上潔 訳、東洋書林、2009年 ISBN 978-4887217621